# Los Angeles Film Critics Association Awards/Bestes Drehbuch
Seit 1975 wird bei den Los Angeles Film Critics Association Awards der Autor des Besten Drehbuchs geehrt.

## Preisträger
Anmerkungen: Im Jahr 2005 gab es ein ex-aequo-Ergebnis und somit zwei Gewinner. 
Seit 2004 werden auch zweitplatzierte Drehbuchautoren von der LAFCA-Jury verlautbart.
| Jahr | Preisträger/-in                            | Film                                          | Deutscher Titel                 |
| ---- | ------------------------------------------ | --------------------------------------------- | ------------------------------- |
| 1975 | Joan Tewkesbury                            | Nashville                                     | Nashville                       |
| 1976 | Paddy Chayefsky                            | Network                                       | Network                         |
| 1977 | Woody Allen Marshall Brickman              | Annie Hall                                    | Der Stadtneurotiker             |
| 1978 | Paul Mazursky                              | Un unmarried woman                            | Eine entheiratete Frau          |
| 1979 | Robert Benton                              | Kramer vs. Kramer                             | Kramer gegen Kramer             |
| 1980 | John Sayles                                | Return of the Secaucus 7                      | Rückkehr nach Secaucus 7        |
| 1981 | John Guare                                 | Atlantic City                                 | Atlantic City, USA              |
| 1982 | Larry Gelbart Murray Schisgal              | Tootsie                                       | Tootsie                         |
| 1983 | James L. Brooks                            | Terms of Endearment                           | Zeit der Zärtlichkeit           |
| 1984 | Peter Shaffer                              | Amadeus                                       | Amadeus                         |
| 1985 | Terry Gilliam Charles McKeown Tom Stoppard | Brazil                                        | Brazil                          |
| 1986 | Woody Allen                                | Hannah and Her Sisters                        | Hannah und ihre Schwestern      |
| 1987 | John Boorman                               | Hope and Glory                                | Hope And Glory                  |
| 1988 | Ron Shelton                                | Bull Durham                                   | Annies Männer                   |
| 1989 | Gus Van Sant Daniel Yost                   | Drugstore Cowboy                              | Drugstore Cowboy                |
| 1990 | Nicholas Kazan                             | Reversal of Fortune                           | Die Affäre der Sunny von B.     |
| 1991 | James Toback                               | Bugsy                                         | Bugsy                           |
| 1992 | David Webb Peoples                         | Unforgiven                                    | Erbarmungslos                   |
| 1993 | Jane Campion                               | The Piano                                     | Das Piano                       |
| 1994 | Quentin Tarantino Roger Avary              | Pulp Fiction                                  | Pulp Fiction                    |
| 1995 | Emma Thompson                              | Sense and Sensibility                         | Sinn und Sinnlichkeit           |
| 1996 | Ethan Coen Joel Coen                       | Fargo                                         | Fargo                           |
| 1997 | Curtis Hanson Brian Helgeland              | L.A. Confidential                             | L.A. Confidential               |
| 1998 | Warren Beatty Jeremy Pisker                | Bulworth                                      | Bulworth                        |
| 1999 | Charlie Kaufman                            | Being John Malkovich                          | Being John Malkovich            |
| 2000 | Kenneth Lonergan                           | You Can Count on Me                           | You Can Count on Me             |
| 2001 | Christopher Nolan                          | Memento                                       | Memento                         |
| 2002 | Alexander Payne Jim Taylor                 | About Schmidt                                 | About Schmidt                   |
| 2003 | Shari Springer Berman Robert Pulcini       | American Splendor                             | American Splendor               |
| 2004 | Alexander Payne Jim Taylor                 | Sideways                                      | Sideways                        |
| 2005 | Dan Futterman                              | Capote                                        | Capote                          |
| 2005 | Noah Baumbach                              | The Squid and the Whale                       | Der Tintenfisch und der Wal     |
| 2006 | Peter Morgan                               | The Queen                                     | Die Queen                       |
| 2007 | Tamara Jenkins                             | The Savages                                   | Die Geschwister Savage          |
| 2008 | Mike Leigh                                 | Happy-Go-Lucky                                | Happy-Go-Lucky                  |
| 2009 | Jason Reitman Sheldon Turner               | Up in the Air                                 | Up in the Air                   |
| 2010 | Aaron Sorkin                               | The Social Network                            | The Social Network              |
| 2011 | Asghar Farhadi                             | جدایی نادر از سیمین (Jodaeiye Nader az Simin) | Nader und Simin – Eine Trennung |
| 2012 | Chris Terrio                               | Argo                                          | Argo                            |
| 2013 | Richard Linklater Julie Delpy Ethan Hawke  | Before Midnight                               | Before Midnight                 |
| 2014 | Wes Anderson                               | The Grand Budapest Hotel                      | Grand Budapest Hotel            |
| 2015 | Josh Singer Tom McCarthy                   | Spotlight                                     | Spotlight                       |
| 2016 | Efthymis Filippou Giorgos Lanthimos        | The Lobster                                   | The Lobster                     |
| 2017 | Jordan Peele                               | Get Out                                       | Get Out                         |
| 2018 | Nicole Holofcener Jeff Whitty              | Can You Ever Forgive Me?                      | Can You Ever Forgive Me?        |
| 2019 | Noah Baumbach                              | Marriage Story                                | Marriage Story                  |
| 2020 | Emerald Fennell                            | Promising Young Woman                         | Promising Young Woman           |
| 2021 | Ryūsuke Hamaguchi Takamasa Ōe              | ドライブ・マイ・カー (Doraibu mai kā)         | Drive My Car                    |
| 2022 | Todd Field                                 | Tár                                           | Tár                             |
| 2023 | Andrew Haigh                               | All of Us Strangers                           | All of Us Strangers             |

## Zweitplatzierte Drehbücher
1. ↑  2004 belegte Charlie Kaufman für Vergiss mein nicht! einen 2. Platz
2. ↑  2006 belegte Michael Arndt für Little Miss Sunshine einen 2. Platz
3. ↑  2007 belegte Paul Thomas Anderson für There Will Be Blood einen 2. Platz
4. ↑  2008 belegte Charlie Kaufman für Synecdoche, New York einen 2. Platz
5. ↑  2009 belegten Jesse Armstrong, Simon Blackwell, Armando Iannucci und Tony Roche für Kabinett außer Kontrolle einen 2. Platz
6. ↑  2010 belegte David Seidler für The King’s Speech einen 2. Platz
7. ↑  2011 belegten Alexander Payne, Nat Faxon und Jim Rash für The Descendants – Familie und andere Angelegenheiten einen 2. Platz
8. ↑  2012 belegte David O. Russell für Silver Linings Playbook einen 2. Platz
9. ↑  2013 belegte Spike Jonze für Her einen 2. Platz
10. ↑  2014 belegten Alejandro González Iñárritu, Nicolás Giacobone, Alexander Dinelaris und Armando Bo für Birdman einen 2. Platz
11. ↑  2015 belegte Charlie Kaufman für Anomalisa den 2. Platz
12. ↑  2016 belegte Kenneth Lonergan für Manchester by the Sea den 2. Platz
13. ↑  2017 belegte Martin McDonagh für Three Billboards Outside Ebbing, Missouri den 2. Platz
14. ↑  2018 belegten Deborah Davis und Tony McNamara für The Favourite – Intrigen und Irrsinn den 2. Platz
15. ↑  2019 belegten Bong Joon-ho und Jin Won Han für Parasite den 2. Platz
16. ↑  2020 belegte Eliza Hittman für Niemals Selten Manchmal Immer den 2. Platz
17. ↑  2021 belegte Paul Thomas Anderson für Licorice Pizza den 2. Platz